# Izolda Izwicka
Izolda Wasiljewna Izwicka (ros. Изо́льда Васи́льевна Изви́цкая; ur. 1932, zm. 1971) – radziecka aktorka filmowa. Zagrała główną rolę w dramacie z 1956 roku Czterdziesty pierwszy.
Pochowana na Cmentarzu Wostriakowskim.

## Wybrana filmografia
- 1956: Czterdziesty pierwszy jako Mariutka
- 1966: Po kruchym lodzie jako radiotelegrafistka Oksana